# Ḩeşārī-ye Gāzerānī
Ḩeşārī-ye Gāzerānī (persiska: حصاری گازرانی) är en ort i Iran.   Den ligger i provinsen Nordkhorasan, i den nordöstra delen av landet, 600 km öster om huvudstaden Teheran. Ḩeşārī-ye Gāzerānī ligger 1 345 meter över havet och antalet invånare är 381.
Terrängen runt Ḩeşārī-ye Gāzerānī är varierad.Runt Ḩeşārī-ye Gāzerānī är det ganska glesbefolkat, med 30 invånare per kvadratkilometer. Närmaste större samhälle är Garātī, 16,1 km väster om Ḩeşārī-ye Gāzerānī. Omgivningarna runt Ḩeşārī-ye Gāzerānī är i huvudsak ett öppet busklandskap.